# Одного разу під Полтавою (сезон 11)
Одинадцятий сезон серіалу Одного разу під Полтавою, українського сіткому, який створено студією «Квартал-95» для телеканалу ТЕТ. Прем'єра відбулася 26 жовтня 2020. Студія «Drive Production» також займається продюсуванням Одного разу під Полтавою. Сезон містить 20 епізодів і виходив по 13 листопада 2020.

## Дійові особи
| - Ірина Сопонару в ролі Яринки. - Юрій Ткач в ролі Юрчика. - Віктор Гевко в ролі Віті (кума Юрчика і Яринки). - Олександр Теренчук в ролі Сашка (дільничого). - Анна Саліванчук в ролі Віри (продавчині сільмагу). - Олександр Данильченко в ролі діда Петра. - Аліна Гордієнко в ролі продавчині ринку. - Ірина Токарчук в ролі продавчині ринку. - Олена Бондарєва-Рєпіна в ролі мами Юрчика. | Другорядні |

## Перелік серій
| Номер взагалі | Номер в сезоні | Назва             | Режисер        | Сценарист(и)                                           | Дата показу       |
| --- | -------------- | ----------------- | -------------- | ------------------------------------------------------ | ----------------- |
| 189 | 1              | «Закриття ринку»  | Андрій Бурлака | Ілля Дерменжі, Сергій Бібілов і Рустем Емірсалієв      | 26 жовтня 2020    |
| Катастрофа — ринок у селі під Полтавою закривають, а на його місці хочуть будувати торгівельний центр. Юрчик і Яринка не збираються здавати ринок без бою і готуються до першого санкціонованого мітингу за збереження базару. Кум нагодився саме тоді, коли Юрчик почав малювати плакати. |                |                   |                |                                                        |                   |
| 190 | 2              | «Доставка»        | Андрій Бурлака | Ілля Дерменжі, Сергій Бібілов і Рустем Емірсалієв      | 26 жовтня 2020    |
| Юрчик влаштувався працювати кур’єром і зараз має відвезти чергове велике замовлення місцевим можновладцям. Та природа не чекає, і іноді доводиться відволікатися на справи більш приземлені. І дарма: на хвилину Юрчик пішов «у кущики» і залишився без замовлення на кілька тисяч гривень. От як тепер викручуватися? |                |                   |                |                                                        |                   |
| 191 | 3              | «Брошка»          | Андрій Бурлака | Ілля Дерменжі, Сергій Бібілов і Рустем Емірсалієв      | 27 жовтня 2020    |
| Яринка отримує від мами Юрчика у подарунок брошку, яка їй дуже не подобається. Тож вона вирішує вдати, що загубила прикрасу. Виявилось, що брошка – реліквія сім’ї Юрчика, тому Яринка передумала втілювати свій план в реальність, але ж заждіть… Де брошка? Невже Яринка тепер її дійсно загубила? |                |                   |                |                                                        |                   |
| 192 | 4              | «Брехун-Брехун»   | Андрій Бурлака | Тарас Стадницький                                      | 27 жовтня 2020    |
| Кум Вітя після прочитання статті в газеті вирішив більше ніколи не брехати. Юрчику ця ідея здалася смішною. Проте смішно бути перестало, коли кум почав розповідати секрети їхніх спільних махінацій. Тепер Юрчику треба переконати кума знову почати брехати. Та як це зробити? |                |                   |                |                                                        |                   |
| 193 | 5              | «Заначка»         | Андрій Бурлака | Євген Пилипенко                                        | 28 жовтня 2020    |
| Сьогодні Яринка замість Юрчика вийшла продавати на ринок. Все ішло за планом, аж поки продавчині по сусідству не запропонували Яринці якусь частку грошей залишати собі. Юрчик, який на ринку працює вже дуже давно, звичайно щось запідозрив. Як викрутиться Яринка та й чи взагалі викрутиться? |                |                   |                |                                                        |                   |
| 194 | 6              | «Клеопатра»       | Андрій Бурлака | Ілля Дерменжі, Сергій Бібілов і Рустем Емірсалієв      | 28 жовтня 2020    |
| Юрчик дуже любить свою свиню Кльопу. Одного разу він заходить в сарай, щоб поговорити з нею. Господар так хоче проявити любов до своєї улюблениці, що вирішує її поцілувати. Раптово Кльопа перетворюється в жінку на ім’я Клеопатра, яка може виконати три бажання. Що ж загадає Юрчик? |                |                   |                |                                                        |                   |
| 195 | 7              | «Велосипед»       | Андрій Бурлака | Євген Пилипенко                                        | 29 жовтня 2020    |
| У Віри є бомбезна новина для Яринки! Дід Петро святкуватиме ювілей, і вони запрошені на вечірку! А це означає, що буде крута дискотека, запрошені зірки, або ж двійники зірок, та чудова нагода вигуляти найкращі сукні. А от Юрчик на базарі здійснив імпульсивну покупку — тепер у нього є велосипед. |                |                   |                |                                                        |                   |
| 196 | 8              | «Пральна машина»  | Андрій Бурлака | Ілля Дерменжі, Сергій Бібілов і Рустем Емірсалієв      | 29 жовтня 2020    |
| Юрчик тішиться — за минулий місяць йому вдалося заробити відчутно більше, ніж планував. Тепер він у роздумах — купити мопед чи нове приладдя для риболовлі… Але у Яринки є свій план, вона б хотіла нарешті мати в домі пральну машину і припинити знущатися над своїми руками. Чи погодиться Юрчик на таке капіталовкладення? |                |                   |                |                                                        |                   |
| 197 | 9              | «Гермес»          | Андрій Бурлака | Ілля Дерменжі, Сергій Бібілов і Рустем Емірсалієв      | 30 жовтня 2020    |
| Одного дня до Юрчика прийшов Гермес – бог торгівлі і фінансів, покровитель товарообігу і валютно-обмінних операцій. І почали вони співпрацювати, а точніше – втілювати в життя бізнес-пропозицію Гермеса. А саме: купувати яблука в Аргентині і продавати під Полтавою втричі дорожче. Але для цього потрібні інвестиції... |                |                   |                |                                                        |                   |
| 198 | 10             | «Гиря»            | Андрій Бурлака | Артем Дамницький, Олександр Венедчук і Владислав Куран | 30 жовтня 2020    |
| Сьогодні до кума прийшла геніальна бізнес-ідея, як розвести усе село на гроші. Для цього він прикріпив гирю до стола таким чином, щоб ніхто не зміг її підняти. Поставивши стіл з гирею у центрі ринку, Юрчик з кумом оголосили про початок атракціону. Невже ніхто не виведе їх на чисту воду? |                |                   |                |                                                        |                   |
| 199 | 11             | «Поєдинок»        | Андрій Бурлака | Артем Дамницький, Олександр Венедчук і Владислав Куран | 2 листопада 2020  |
| Коли ставка кума у боксерському поєдинку вкотре не зіграла і поставлені гроші згоріли, його навідала справді геніальна ідея. Для того, щоб точно знати результат бою, треба просто взяти в ньому участь. Тож кум взявся організовувати власний поєдинок і обрав собі суперника — звісно ж, Юрчика. На це дійство обов’язково збереться подивитися усе село! |                |                   |                |                                                        |                   |
| 200 | 12             | «Великий клієнт»  | Андрій Бурлака | Віктор Гевко                                           | 3 листопада 2020  |
| Здається, скоро Юрчик та Яринка заварюватимуть чайний пакетик усього один раз! До Юрчика на ринку підійшов власник мережі ресторанів, який шукав постачальника овочів та фруктів. Вигідна угода вже майже в кишені, от тільки роль директора вигаданої Юрчиком суперфірми з вирощування органічних овочів буде грати Яринка. |                |                   |                |                                                        |                   |
| 201 | 13             | «Лампа Аладіна»   | Андрій Бурлака | Чингіс Мазінов                                         | 4 листопада 2020  |
| Юрчик з кумом вирішили піти на нічну риболовлю, але у них не було на що ловити рибу. Вони взялися копати черв'яків біля хати і випадково наткнулися на щось металічне. Придивившись, вони побачили, що це лампа Аладіна. |                |                   |                |                                                        |                   |
| 202 | 14             | «Страшна подруга» | Андрій Бурлака | Євген Пилипенко                                        | 5 листопада 2020  |
| Віра та Яринка шукали пафосні статуси для нової фотографії в Instagram. Раптом Віра натрапила на такий, що змусив подруг задуматися. Хто ж страшніша, Віра чи Яринка? Відповідь на це питання жінки шукають з усім селом. |                |                   |                |                                                        |                   |
| 203 | 15             | «Мільйонер»       | Андрій Бурлака | Євген Пилипенко                                        | 6 листопада 2020  |
| Сашко вчергове шукає особливо небезпечного злочинця. Відтепер Віра забороняє Юрчику брати продукти з її магазину в борг, тому Юрчик змушений вибивати гроші з кума, який заборгував йому пристойну суму. Саша пускає селом плітку, що Юрчик виграв мільйон у лотереї. |                |                   |                |                                                        |                   |
| 204 | 16             | «Вальс»           | Андрій Бурлака | Євген Пилипенко                                        | 9 листопада 2020  |
| У Сашка свято — його відзначили за робочі заслуги і відправляють на щорічний бал для офіцерів до Києва. Віра не рада, адже її, схоже, ніхто не запрошує, до того ж, у неї є сумніви, що Сашко взагалі вміє танцювати вальс. Кум та Юрчик планують нелегальний похід за зерном, а Яринка дуже хоче нарешті поставити на городі опудало від ворон. Та Юрчик щось не поспішає виконувати її прохання.                                                                    |                |                   |                |                                                        |                   |
| 205 | 17             | «Брат»            | Андрій Бурлака | Євген Пилипенко                                        | 10 листопада 2020 |
| Сьогодні веселий та безтурботний ранок Юрчика зіпсував телефонний дзвінок. Мама повідомила, що до нього їде двоюрідний брат Микола, якого він не бачив 5 років, і ще б стільки ж не бачив. Адже Микола – це зосередження неприємностей: в дитинстві він постійно робив так, що Юрчик був в усьому винен. Він навіть з 5 класу вступив до ПТУ не тому, що дуже розумний, а тому, що його зі школи хотіли здихатися. Юрчик упевнений: це не брат – це справжній сатана! |                |                   |                |                                                        |                   |
| 206 | 18             | «Новий власник»   | Андрій Бурлака | Чингіс Мазінов                                         | 11 листопада 2020 |
| Почувши про відкриття ринку землі, Вітя швидко зорієнтувався і одразу ж придбав ділянку з місцевим ринком. Тепер кмітливий підприємець вимагає з продавців подвійну оренду, навіть від кумів Юрчика з Яринкою. Жоден із селян не згоден з новими умовами, люди просять Юрчика поговорити з Вітею, адже вони родичі. Чи вдасться Юркові повпливати на підприємливого кума?                                                                                             |                |                   |                |                                                        |                   |
| 207 | 19             | «Дитячі мрії»     | Андрій Бурлака | Артем Дамницький, Олександр Венедчук і Владислав Куран | 12 листопада 2020 |
| У кожного є дитяча мрія. Так Юрчик усе дитинство мріяв про машинку на радіокеруванні, яка була у його кума. Яринка мріяла самостійно з'їсти великий кілограмовий торт-морозиво. А Віра мріяла бути найкрасивішою у класі, щоб усі про це знали. То чия дитяча мрія збудеться сьогодні? |                |                   |                |                                                        |                   |
| 208 | 20             | «Джерело»         | Андрій Бурлака | Євген Пилипенко                                        | 13 листопада 2020 |
| Кум під час копання знаходить підземне джерело з найсмачнішою водою. Бажаючи використати знахідку з користю, кум пропонує Юрчику організувати бізнес з продажу води. Оскільки бізнес не користується успіхом, дід Петро пропонує просувати ексклюзивний товар у соцмережах. Однак як тільки бізнес почав бути успішним, кума з Юрчиком застала халепа. |                |                   |                |                                                        |                   |